# Traugott Teutsch
Traugott Teutsch (magyarosan Teutsch Treugott,  Brassó, 1829. október 12. – Brassó, 1913. február 23.) erdélyi szász író, politikus, iskolaigazgató.

## Életrajza
Apja Samuel Teutsch evangélikus lelkész volt, aki 1835-ben Botfaluban, 1843-ban pedig Feketehalmon kapott lelkészi állást, ahová családja is követte. Középiskolai tanulmányait 1840-ben Brassóban, a Johannes Honterus Gimnáziumban kezdte. Az 1848–49-es forradalom és szabadságharc során csatlakozott a brassói szabadcsapathoz, akikkel részt vett több ütközetben is, mielőtt Bem csapatai elől Romániába kényszerült menekülni.
1851-ben felvételt nyert a Tübingeni Egyetemre, ahol apja kívánságának eleget téve teológiát tanult. Mivel a papi hivatás nem érdekelte, 1853-ban átiratkozott a berlini egyetemre. 1854-ben tért haza és tanítói pályára lépett. 1860-ban a brassói leányiskola igazgatójává nevezték ki. Állásáról megromlott egészségi állapota miatt 1870-ben lemondott és családi birtokára vonult vissza. Otthonában teljesen az irodalomnak szentelte magát. Az 1884-es választásokon a Szász Néppárt színeiben indult és nyert országgyűlési mandátumot Brassó második kerületében. Megbízatása lejárta (1887) után nem indult újra; végképp az irodalom felé fordult. Brassóban érte a halál 1913. február 23-án.

## Művei
- Siebenbürgische Erzählungen. Die Bürger von Kronstadt, Historisches Gemälde aus dem Ende des 17. Jahrhunderts. Erster Band. Kronstadt, 1865.
- Ein Zwiegespräch zwischen Zinne und Kathedralkirche. Vortrag. Uo. 1869.
- Sachs von Harteneck. Ein Trauerspiel in 5 Aufzügen. Uo. 1874.
- Schwarzburg. Historische Erzählung aus dem siebenbürger Sachsenlande. Uo. 1882.
- Der Prediger von Marienburg. Gedicht. Uo. 1883.
- Georg Hecht. Historischer Roman. Hermannstadt, 1893.
- Johannes Honterus. Drama in 3. Aufzügen. Kronstadt, 1898.
- Teutsch Traugott. Ein siebenbürgisches Dichterleben. Selbstbiographie. Kronstadt, 1902. Fénynyom. arczk.
- Hannibal Heimchen. Lustspiel in fünt Aufzügen. Uo. 1903.
- Die Nixe des Mummelsees und ein Sonett. Uo. 1904.
- Traugott Teutsch's Gesammelte Gedichte: I. Bändchen. Uo. 1904.
- Kiadta a Kronstädter Kalendert az 1861-86. és 1896-1902. évekre.